# Зимин, Дмитрий Васильевич
 Дмитрий Васильевич Зимин (7 (20) ноября 1924 — 7 октября 1986) — снайпер 615-го стрелкового ордена Богдана Хмельницкого полка (167-я стрелковая Сумско-Киевская дважды Краснознамённая дивизия, 107-й стрелковый корпус, 1-я гвардейская армия, 4-й Украинский фронт), сержант, участник Великой Отечественной войны, кавалер ордена Славы трёх степеней.

## Биография
Родился 7 ноября 1924 года в селе Ильмино Городищенского уезда Пензенской губернии (ныне Никольского района Пензенской области). Русский. Из семьи крестьян. Член ВКП(б)/КПСС с 1944 года.
Образование начальное. Работал прицепщиком в колхозе в родном селе.
20 августа 1942 года призван в Красную армию Больше-Вьясским районным военкоматом Пензенской области. Служил снайпером в 66-м запасном стрелковом полку. Приволжского военного округа (г. Пугачёв, Саратовская область).
В действующей армии на фронтах Великой Отечественной войны с марта 1943 года. Весь боевой путь прошёл в 615-м стрелковом полку 167-й стрелковой дивизии.
Снайпер 615-го стрелкового полка (167-я стрелковая дивизия, 47-й стрелковый корпус, 40-я армия, 1-й Украинский фронт) красноармеец Зимин Дмитрий Васильевич проявил отвагу и воинское мастерство в зимних наступательных операциях на Украине. На снегу и на морозе часами вёл охоту за противником. К началу февраля 1944 года истребил 25 немецких солдат и офицеров.
За образцовое выполнение боевых заданий Командования на фронте борьбы с немецкими захватчиками и проявленные при этом доблесть и мужество приказом частям 167-й стрелковой дивизии № 07/н от 14 февраля 1944 года красноармеец Зимин Дмитрий Васильевич награждён орденом Славы 3-й степени.
Командир стрелкового отделения 615-го стрелкового полка (167-я стрелковая дивизия, 107-й стрелковый корпус, 1-я гвардейская армия, 4-й Украинский фронт) сержант Зимин Дмитрий Васильевич проявил героизм в Восточно-Карпатской наступательной операции. В бою 18 сентября 1944 года по взятию высоты у села Пшибушев (Санокский район, Львовская область, Украинская ССР) с тремя бойцами пробрался незамеченными в немецкий тыл и занял позицию у выявленного разведкой штабного блиндажа противника. В момент начала советской атаки группа Зимина внезапно открыла огонь, перебив охрану, а затем забросала блиндаж гранатами, полностью уничтожив всех, кто там находился, и лишив обороняющиеся немецкие части управления. В этом бою истребил лично 5 немецких солдат и офицеров.
За образцовое выполнение боевых заданий Командования на фронте борьбы с немецкими захватчиками и проявленные при этом доблесть и мужество приказом войскам 1-й гвардейской армии № 062/н от 3 ноября 1944 года сержант Зимин Дмитрий Васильевич награждён орденом Славы 2-й степени.
Снайпер 615-го стрелкового полка (подчинённость та же) сержант Зимин Дмитрий Васильевич проявлял себя отважным воином на протяжении всего своего боевого пути. Но в день своего 20-летия, 7 ноября 1944 года под городом Мукачево (ныне в Закарпатской области Украины) в бою получил тяжелейшие ранения: осколками был буквально разворочен весь живот. Сначала бойца посчитали убитым, но через несколько часов обнаружили признаки жизни и эвакуировали в госпиталь.
За отвагу и храбрость, проявленные в боях с немецкими захватчиками в Великой Отечественной войне, Указом Президиума Верховного Совета СССР от 6 ноября 1947 года рядовой Зимин Дмитрий Васильевич награждён орденом Славы 3-й степени.
Приказом Министра обороны Российской Федерации от 13 сентября 1996 года был перенаграждён орденом Славы 1-й степени, став полным кавалером ордена Славы.
Больше года лечился в Киевском окружном военном госпитале. 15 января 1946 года Д. В. Зимин был демобилизован по инвалидности.
Вернулся в родное село. Работал пастухом в колхозе имени В. И. Ленина. С 1970 года работал конюхом в сельской школе. В 1984 году вышел на пенсию.
В 1980-х годах, когда стали известны и были вручены Д. В. Зимину все его ордена Славы, встал вопрос о перенаграждении его орденом Славы 1-й степени. Но вопрос затянулся из-за бюрократических процедур и был доведён до решения уже спустя 10 лет после кончины героя.
Умер 7 октября 1986 года. Похоронен на кладбище села Ильмино Никольский район (Пензенская область).

Бюст в Никольске (2018)

## Память
- На могиле установлен надгробный памятник.
- В 2018 году установлен бюст на Аллее Героев в Никольске (в церемонии открытия принимали участие дочь и внук Д. В. Зимина).

## Награды
- орден Отечественной войны I степени (06.03.1985)[3]
- орден Славы I степени(Приказом Министра обороны Российской Федерации от 13 сентября 1996 года был перенаграждён орденом Славы 1-й степени)[4]
- орден Славы II степени(27.06.1945)[5]
- орден Славы III степени (09.02.1945)[6]
- Медаль «За победу над Германией в Великой Отечественной войне 1941—1945 гг.» (1945)[7]
- и другие